# Hans-Jürgen Sinell

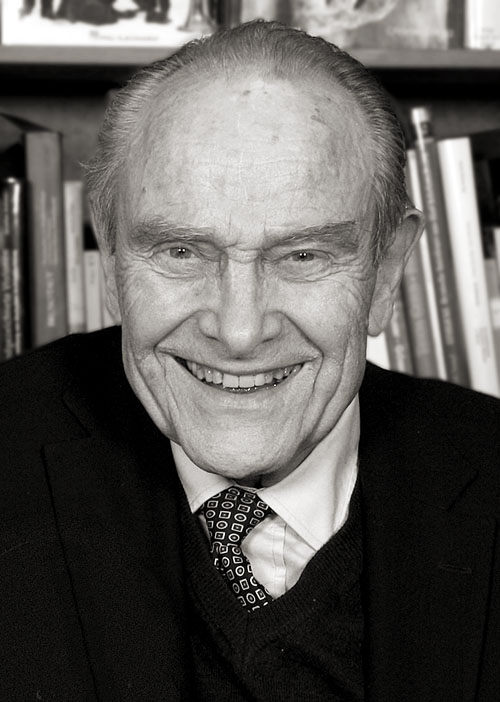
Hans-Jürgen Sinell (2011)

Hans-Jürgen Sinell (* 7. Dezember 1926 in Berlin; † 23. September 2020 ebenda) war ein deutscher Veterinärmediziner und Professor für Lebensmittelhygiene. Er hat wesentlich zur Entwicklung nationaler und internationaler Standards beigetragen, die dazu dienen, mikrobiologische Risiken bei Lebensmitteln zu beherrschen. 

## Leben
Hans-Jürgen Sinell ist in Berlin-Zehlendorf aufgewachsen. Er begann das Studium der Veterinärmedizin an der Humboldt-Universität zu Berlin und gehörte später zum ersten Studenten-Jahrgang an der Freien Universität Berlin. Dort promovierte er 1954 zum Thema Pferdekrankheiten. 1960 habilitierte er sich zum Thema Biologischer Nachweis hitzedenaturierter Muskelproteine. Er wurde 1961 ordentlicher Professor an der Freien Universität Berlin und war als Nachfolger von Martin Lerche bis 1995 Direktor des Instituts für Lebensmittelhygiene.

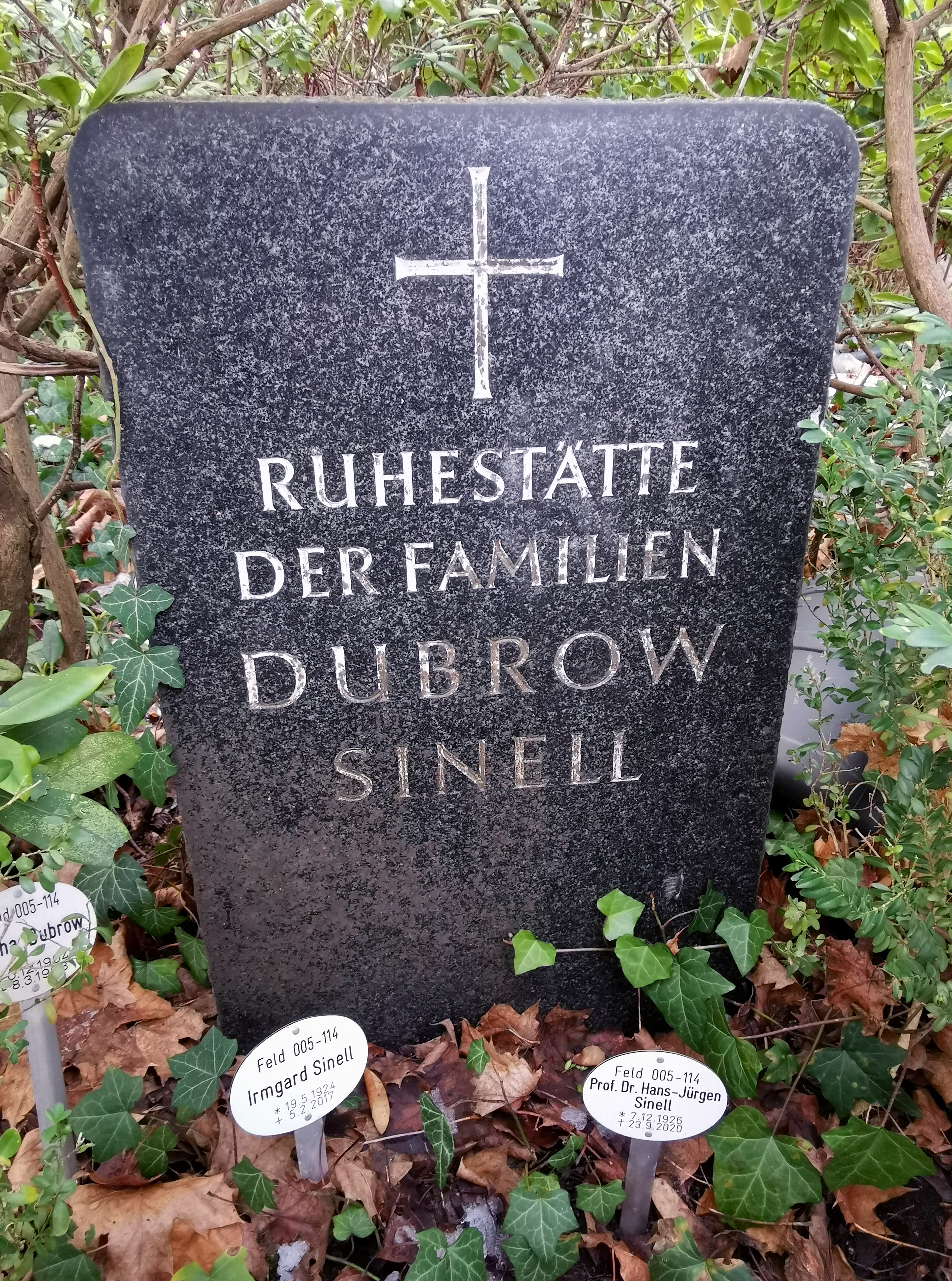
Grabstelle auf dem Friedhof Zehlendorf

Von 1972 bis 1992 war er Mitglied in der International Commission on Microbiological Specifications for Foods (ICMSF), die internationale Standards zur Beherrschung mikrobiologischer Risiken bei Lebensmitteln entwickelt. Seit 1972 leitete er den wissenschaftlichen Beirat der Bundesanstalt für Fleischforschung. 1984 kam die Leitung des wissenschaftlichen Beirates der Bundesanstalt für Ernährung hinzu. Bis 1998 gehörte Hans-Jürgen Sinell dem Präsidium der Deutschen Lebensmittelbuchkommission an. Er leitete dort die Fachausschüsse Fisch und Fischerzeugnisse sowie den Fachausschuss für Feinkosterzeugnisse.
Hans-Jürgen Sinell ruht auf dem Friedhof Zehlendorf in Berlin (Feld 005-114).

## Bücher
- Einführung in die Lebensmittelhygiene. Berlin/Hamburg 1980; neueste Auflage 2004, ISBN 978-3830440956.
- Lebensmittelsicherheit. HACCP in der Praxis. ISBN 978-3860222904.
- Das Salmonellen-Problem. Salmonellen als Erreger von Tierseuchen und Zoonosen. ISBN 978-3334609095.

## Ehrungen
- 1989: Martin-Lerche-Medaille der Deutschen Landwirtschafts-Gesellschaft
- 1994: Bundesverdienstkreuz 1. Klasse[5]

2004 hat die Heinrich-Stockmeyer-Stiftung die „Hans-Jürgen-Sinell-Medaille“ geschaffen. Mit dieser Auszeichnung werden Persönlichkeiten geehrt, die sich im Sinne der Ziele der Stiftung in herausragender Art und Weise hinsichtlich Verbraucherschutz, Lebensmittelsicherheit und Lebensmittelqualität verdient gemacht haben.